# Ignacij Marija Attems
Ignacij Marija Attems (nemško: Ignaz Maria graf Attems) (15. avgust 1652 – 13. december 1732) je bil grof Attems, ki je »ustanovil« štajersko vejo Attemsov, ene najštevilnejših plemiških rodbin na področju nekdanje Notranje Avstrije. Na Štajerskem je bil grof Ignac Marija grof Attems zelo pomemben zbiralec umetnostnih slik in mecen slikarjev in arhitektov.

## Zgodovina rodbine
Praplemiški (Uradel) rod družine Attems naj bi izviral iz Furlanije, ime pa dobil po gradu Ahten (Attimis) (Ahten pri Nemah) blizu Vidma in Čedada. Med številnimi družinskimi (pod)vejami, ki so se po koncu 12. stoletja začele širiti po Furlaniji in v avstrijskih deželah, so za nas pomembne predvsem tiste, ki izvirajo iz t. i. tridentinske veje (Attems–Tridente). Med njimi je bila tudi svetokriška (Heiligenkreuz), ki jo je z nakupom gospostva Sveti Križ zasnoval Ignačev ded, baron Herman (1564–1611). Slednji je že sodil med tiste neredke člane rodbine Attems, ki so opravljali pomembne funkcije in službe v notranjeavstrijskem prostoru. Imel je funkcijo komornika, dvornega komornega svetnika ter predsednika dvorne komore, leta 1607 pa je celo postal dvorni mojster cesarja Rudolfa II. v Pragi. Hermanovim otrokom, tudi Ignačevemu očetu Janezu Frideriku (1593–1663), ki je opravljal vojaško službo ter bil član koroških, štajerskih, spodnjeavstrijskih in kranjskih deželnih stanov, je bil priznan dedni grofovski naslov. Janezu Frideriku in njegovi zadnji ženi Frančiški Mariji markizi Strozzi (ok. 1620–1668) se je rodilo pet otrok. Sinova Franc Anton (1645–1704) in Ignac Marija (1652–1732) sta si družinsko dediščino razdelila tako, da je Franc Anton prevzel goriško vejo, Ignac Marija pa štajersko vejo Attemsov. Rodbina je bila od cesarja Ferdinanda II. leta 1630 povzdignjena med  državne grofe Svetega rimskega cesarstva.

## Življenje
Ignac Marija  Maksimiljan Dizma Jožef Leander grof Attems se je rodil v Ljubljani kot četrti otrok Janeza Friderika grofa Attemsa, ki je od leta 1649 opravljal funkcijo kranjskega deželnega vicedoma , je bil za očeta zadnji otrok v tretjem zakonu. Mati Frančiška Marija (1620–1668), rojena markiza Strozzi iz Mantove, je bila pred poroko dvorna dama cesarice-vdove Eleonore Gonzaga starejše. Ignac Marija je bil krščen v ljubljanski stolnici, botra sta mu bila grof Herbard Turjaški, takratni karlovški general in Eleonora Marija markiza Gonzaga-Luzzara. 
Ko je imel komaj 11 let mu je umrl oče, pri 16 letih pa tudi mati. Mladi Ignac Marija je istega leta ko mu je umrla mati zaključil šolanje na goriškem jezuitskem kolegiju. Nato se je 24. februarja 1669 vpisal na študij logike na graško univerzo, ki ga je uspešno končal 14. aprila 1670.  Pred letom 1672 se je odpravil na »kavalirsko potovanje« tudi »Kavaliertour«, saj ga tega leta najdemo v Sieni na Univerzi. S polbrati iz očetovih drugih zakonov so bili zaradi zapuščinskih zadev po smrti očeta nenehno v sporih.
Odgovornost pri vseh teh procesih bi moral prevzeti prvorojenec in najstarejši sin Franc Anton, vendar je bil slednji šibkega zdravja, kar je botrovalo temu, da je bil Ignac Marija že pri devetnajstih letih razglašen za polnoletnega in samostojnega.
Pri dvajsetih letih je moral s pooblastilom svojega brata odpotovati v Benetke na srečanje s stricem Gerijem Strozzijem, da bi prevzel 854 skudov dote po materini strani. Kot domneva Pallavicinova, je Ignac v tem času morda obiskal tudi Mantovo, Firence in Rim, kjer je lahko občudoval palače svojih prednikov. Po vrnitvi je več kot štirideset let svojo življenjsko pot snoval v tesnem sodelovanju z umetniki in z vključevanjem umetnosti kot osrednjega stebra njegove reprezentacije. 
Leta 1674 je grof Ignacij Marija Attems odšel v Gradec k sestri Marianni, s katero sta imela še posebej tesen odnos, da bi ji bil v oporo, ker ji je umrl mož. V tem času je navezal stike s svojim stricem Andrejem Viktorjem grofom Attemsom–Petzensteinom, ki je opravljal funkcijo svetnika notranjeavstrijske dvorne komore. Leta 1680 mu je bila zaupana funkcija resničnega cesarsko-kraljevega komornika, tri leta kasneje pa ga je cesar Leopold I. imenoval za svetnika cesarske komore.
Leta 1685 se je poročil z Marijo Regino grofico Wurmbrand (1659–1715). 
S poroko sta zakonca od deželnega kneza dobila 150 goldinarjev, Marija Regina pa je v zakon prinesla še 2000 goldinarjev dote in 31.719 goldinarjev lastnega premoženja, podedovanega po materi.  Mladi par je v Gradcu, tedanjem središču vojvodine Štajerske najprej najel hišo na današnji Herrengasse 11. V prvem letu zakona sta Marija Regina in Ignac Marija takoj po rojstvu pokopala dva otroka, leta 1687 pa se jima je rodila prva hčerka Šarlota Marija Ana Henrieta. Le nekaj mesecev kasneje sta najela hišo na današnji Sackstrasse 17, blizu doma grofov Wurmbrandov. 
Z nakupi gradov in posestev na spodnjem Štajerskem je postal eden vodilnih aristokratov v tem delu dežele. Leta 1686 je kupil grad in gospostvo Podčetrtek za 70.000 goldinarjev. Ko je bil leta 1686 imenovan za vrhovnega proviantnega mojstra slavonske Vojne krajine, je kmalu začel postopno odkupovati gospostvo Štatenberg. Leta 1696 je kupil še gospostvo Brežice in dve leti kasneje prevzel funkcijo svetnika notranjeavstrijskega tajnega sveta. Reprezentativno graško palačo je začel zidati leta 1702, po dokončanju del pa je svojim posestvom dodal še gospostvo Gösting, ki ga je leta 1707 odkupil od knezov Eggenbergov. Pridobil je tudi gradove Hartenštajn, Pilštanj, , Brestanico in Slovensko Bistrico. Konec 17. stoletja je dal postaviti novi dvorec Štatenberg, baročno prezidal in umetnostno opremil pa je starejše gradove v Brežicah, Podčetrtku in Slovenski Bistrici. Kupil je tudi gospostvo Gösting pri Gradcu z uradom Aigen. Z drugo poroko z grofico Kristijano Herberstein pa je pridobil še Grad Vurberk.
Za  Attemsa so številni slikarji poslikali dvorce in palače njegovih gospostev ali pa jim je grof naročil oltarne slike oziroma poslikave nekaterih štajerskih cerkva. Zbral je tudi bogato zbirko, ki jo je Ignac Marija zaščitil v okviru fidejkomisa in je tako več stoletij neokrnjena prehajala iz generacije v generacijo njegovih dedičev, vse do začetka druge svetovne vojne.

## Poroka in otroci
Leta 1685 se je poročil z Marijo Regino grofico Wurmbrand (1659–1715). V tridesetletnem zakonu se jima je rodilo trinajst otrok, vendar jih kar osem ni dočakalo starosti 10 let. Preživeli so:
- Henrieta Šarlota, grofica Attems;
- Franc Dizma Herman Attems, grof Attems (1688–1750);
- Tadej Kajetan Bernhard, grof Attems (1691–1750);
- Inocenc Jožef Ksaver, grof Attems  (1692–1702);
- Ernest Amadej Attems, grof Attems  (1694–1757), passavski stolni kanonik in ljubljanski škof;
- Ferdinand Hiacint Marija, grof Attems  (1697–1727).

Po smrti Marije Regine grofice Wurmbrand leta 1715 se je v drugo poročil z že 12 let vdovelo |Kristino grofico Herbersteinsko, s katero pa nista imela otrok.